# لیگ ایسمین
لیگ ایسمین یک لیگ فوتبال منطقه‌ای مردان است که شرق و جنوب شرقی انگلستان را پوشش می دهد و عمدتاً باشگاه‌های نیمه حرفه‌ای را در خود جای داده است.
این لیگ، در سال ۱۹۰۵ توسط باشگاه های نیمه حرفه در منطقه لندن تاسیس شد. در حال حاضر لیگ فوتبال ایستمان از ۸۱ تیم در چهار بخش تشکیل شده است. دسته برتر از سه بخش تغذیه کننده آن(دسته یک شمال، دسته یک مرکزی و دسته یک جنوب و دسته یک جنوب شرقی. تشکیل شده است.
همراه با لیگ فوتبال جنوبی انگلستان و لیگ فوتبال شمالی انگلستان، سطوح هفتم و هشتم سیستم لیگ فوتبال انگلیس را تشکیل می دهد. این لیگ دارای لیگ های تغذیه منطقه ای مختلف است.